# Ampithoe volki
Ampithoe volki är en kräftdjursart som beskrevs av Gurjanova 1938. Ampithoe volki ingår i släktet Ampithoe och familjen Ampithoidae. Inga underarter finns listade i Catalogue of Life.